# Antun Tucak
Prof. dr. sc. Antun Tucak rođen je 10. srpnja 1934. godine u Sovićima u Bosni i Hercegovini.

## Životopis
Gimnaziju je završio u Osijeku. 1963. je diplomirao na Medicinskom fakultetu Sveučilišta u Zagrebu. Titulu je doktora znanosti stekao 1979. na Medicinskom fakultetu Sveučilišta u Zagrebu.

## Stručni i znanstveni rad
Od 1980. do 2004. obnaša dužnost voditelja Znanstvene jedinice za kliničko medicinsko istraživanje tadašnje Kliničke bolnice Osijek.

1992. godine osniva Kliniku za urologiju tadašnje Kliničke bolnice Osijek te postaje njenim predstojnikom.

1996. godine osniva i postaje voditeljem Referalnog centra Ministarstva zdravstva iz područja urolitijaze.

Od 1998. do 2003. godine obnaša dužnost prvog dekana Medicinskog fakulteta u Osijeku.

Objavio je ukupno 153 rada. Počasno znanstveno-nastavno zvanje professor emeritus dodijelio mu je 2005. Senat Sveučilišta Josipa Jurja Strossmayera u Osijeku zbog iznimnog znanstveno-nastavnog rada u znanstvenom području Biomedicine i zdravstva, znanstvenom polju kliničke medicinske znanosti.
Član je Hrvatske akademije znanosti i umjetnosti.

## Nagrade
- Plaketa i diploma za doprinos znanstvenom radu Hrvatske akademije medicinskih znanosti (1987.)
- Red Danice Hrvatske s likom Katarine Zrinski (1997.)
- Pečat Grada Osijeka za unaprjeđenje medicinskih znanosti (1998.)
- Red Hrvatskog trolista (1999.)
- Nagrada HAZU za područje medicinskih znanosti (2000.)